# Phêrô Nguyễn Văn Khảm
Phêrô Nguyễn Văn Khảm (sinh ngày 2 tháng 10 năm 1952) là một Giám mục Công giáo người Việt. Ông hiện đảm nhận vai trò Giám mục Chính tòa Giáo phận Mỹ Tho, Chủ tịch Ủy ban Tu sĩ trực thuộc Hội đồng Giám mục Việt Nam nhiệm kỳ 2022 – 2025 và Viện trưởng Học viện Công giáo Việt Nam, từ năm 2024. Khẩu hiệu giám mục của ông là "Hãy theo Thầy". Ngoài tiếng mẹ đẻ là tiếng Việt, ông còn có khả năng giao tiếp bằng tiếng Anh và tiếng Pháp. Ông được đánh giá là một Giám mục có tài thuyết giảng.
Giám mục Phêrô Nguyễn Văn Khảm sinh tại Hà Đông, sau đó cùng gia đình di cư vào Nam năm 1954. Sau khoảng thời gian dài tu học tại nhiều chủng viện khác nhau trong Giáo tỉnh Sài Gòn, ông được phong chức linh mục năm 1980. Sau đó, ông lần lượt giữ các chức vụ như linh mục phó xứ Hà Đông, quản nhiệm xứ Hà Nội, phó xứ Đức Bà Sài Gòn và giáo sư Đại chủng viện Thánh Giuse Sài Gòn. Linh mục Phêrô Nguyễn Văn Khảm được cử đi du học tại Hoa Kỳ, sau đó trở về Việt Nam làm Giám đốc Trung tâm Mục vụ Tổng giáo phận Sài Gòn.
Linh mục Phêrô Nguyễn Văn Khảm được tấn phong giám mục vào ngày 15 tháng 11 năm 2008, một tháng sau khi tin bổ nhiệm ông làm giám mục phụ tá Sài Gòn được công bố. Trong thời kỳ này, ông cũng kiêm nhiệm các vai trò khác trong Hội đồng Giám mục Việt Nam như Chủ tịch Ủy ban Truyền thông Xã hội (2010–2013), Phó Tổng thư ký (2010–2016), Tổng Thư ký (2016–2022).
Tháng 7 năm 2014, Tòa Thánh công bố bổ nhiệm Giám mục Phêrô Khảm làm giám mục chính tòa Giáo phận Mỹ Tho. Lễ nhậm chức được cử hành sau đó vào ngày 30 tháng 8 năm 2014. Năm 2016, ông được bổ nhiệm làm thành viên của Quốc vụ viện Truyền thông, một cơ quan thuộc Giáo triều Rôma do Giáo hoàng Phanxicô thành lập.

## Thân thế và tu tập
Nguyễn Văn Khảm sinh ngày 2 tháng 10 năm 1952 tại Đàn Giản, tỉnh Hà Đông (nay thuộc xã Thanh Thùy, huyện Thanh Oai, thành phố Hà Nội), thuộc Tổng giáo phận Hà Nội. Thân mẫu ông là bà Maria Madalena Lý Thị Hảo, sinh năm 1926. Năm 1954, cậu bé Khảm theo gia đình di cư vào Nam. Với chí hướng tu học, cậu bé Khảm theo học chương trình đào tạo giáo sĩ Công giáo, bắt đầu bằng việc nhập học tại Tiểu chủng viện Thánh Quý, Cái Răng, Cần Thơ vào năm 1963 và tốt nghiệp năm 1972. Sau đó, chủng sinh Khảm theo học Đại Chủng viện Thánh Tôma, Long Xuyên và Đại chủng viện Thánh Giuse Sài Gòn lần lượt từ năm 1973 đến năm 1976 và từ năm 1977 đến năm 1979.

## Linh mục
Ngày 30 tháng 8 năm 1980, Nguyễn Văn Khảm được thụ phong linh mục tại nhà thờ Đức Bà Sài Gòn. Sau khi thụ phong, tân linh mục được Tổng giám mục Phaolô Nguyễn Văn Bình bổ nhiệm giữ chức linh mục phó giáo xứ Hà Đông, thuộc giáo hạt Xóm Mới. Sau ba năm thi hành công việc mục vụ tại nhiệm sở đầu tiên, linh mục Khảm được thuyên chuyển đảm nhận chức vụ quản nhiệm giáo xứ Hà Nội, vốn cùng thuộc giáo hạt Xóm Mới. Linh mục Khảm giữ chức vụ này đến năm 1987 thì được thuyên chuyển làm linh mục phó giáo xứ chính tòa Đức Bà Sài Gòn thuộc Tổng giáo phận Thành phố Hồ Chí MInh và giữ chức vụ này đến năm 1999. Song song với chức vụ trên, từ năm 1997, ông kiêm nhiệm vai trò giáo sư tại Đại chủng viện Thánh Giuse Sài Gòn.
Năm 2001, Tổng giáo phận Thành phố Hồ Chí Minh cử linh mục Phêrô Khảm đi du học. Ông theo học Thần học Mục vụ tại Đại học Công giáo Hoa Kỳ, tốt nghiệp văn bằng Tiến sĩ Thần học vào năm 2004. Sau khi hoàn tất chương trình du học, linh mục Khảm về Việt Nam, đảm nhận nhiệm vụ Giám đốc Trung tâm Mục vụ Tổng giáo phận Thành phố Hồ Chí Minh cho đến năm 2008 hoặc tháng 10 năm 2012. Từ tháng 3 năm 2008, ông đảm nhận chức vụ thư ký điều hành của Hội đồng Giám mục Việt Nam.
Ngoài ra, ông còn có chương trình "Kinh thánh 100 tuần" được đánh giá là rất bổ ích cho giáo dân, được nhiều người tìm học. Khóa học đầu tiên khai giảng vào năm 2005 tại Trung tâm Mục vụ Tổng giáo phận Thành phố Hồ Chí Minh với số lượng học viên ghi danh cao hơn mong đợi: 300–400 người so với con số dự kiến 50–70 người. Tính đến tháng 9 năm 2012, con số này là trên 1000 người. Không dừng ở đó, các học viên sau khi kết thúc 100 tuần đã về giáo xứ của mình và hướng dẫn các nhóm nhỏ học Kinh Thánh và sử dụng phương tiện truyền thông để truyền bá. Nhiều giáo dân theo học đã có phản hồi tích cực đối với chương trình này.

## Giám mục phụ tá Tổng Giáo phận Sài Gòn

### Bổ nhiệm
Ngày 15 tháng 10 năm 2008, Giáo hoàng Biển Đức XVI công bố việc bổ nhiệm linh mục Phêrô Nguyễn Văn Khảm, hiện là Thư kí điều hành Hội đồng Giám mục Việt Nam, làm giám mục phụ tá Tổng giáo phận Thành phố Hồ Chí Minh, hiệu toà Trofimiana tại Tunisia. Ông được đề cử bổ nhiệm giám mục vào thời kỳ Hồng y Ivan Dias đảm nhận chức vụ Tổng trưởng Bộ trưởng Bộ Loan báo Tin Mừng cho các Dân tộc. Với việc bổ nhiệm này, giám mục tân cử Phêrô Nguyễn Văn Khảm thi hành tác vụ giám mục trong một tổng giáo phận có 640.437 tín hữu Công giáo.
Tân giám mục Phêrô Nguyễn Văn Khảm trả lời phỏng vấn báo Công giáo và Dân tộc sau khi tin tức bổ nhiệm được công bố chính thức. Trong cuộc phỏng vấn, ông cho biết đã biết trước tin bổ nhiệm vào ngày 2 tháng 10, trong khuôn khổ cuộc gặp mặt với Hồng y Tổng giám mục và được cho biết ý định của Tòa Thánh là bổ nhiệm ông vào chức vụ giám mục phụ tá. Hồng y Gioan Baotixita Phạm Minh Mẫn và linh mục Khảm sau đó soạn thảo thư hồi âm đến hồng y Tổng trưởng Bộ Truyền giáo. Trả lời câu hỏi về dự định trong vai trò mới, ông cho biết không có dự định gì vì cho rằng dự định mục vụ là dự định chung của giáo phận, Hồng y Gioan Baotixita Mẫn sẽ đưa ra kế hoạch mục vụ và giám mục Khảm cùng giáo sĩ, tu sĩ, giáo dân sẽ góp phần triển khai kế hoạch đó. Giám mục tân cử Nguyễn Văn Khảm thừa nhận về áp lực của vai trò mới, nhưng ông cho biết mình cảm thấy an tâm và không lo âu sợ hãi.

### Ý nghĩa khẩu hiệu và huy hiệu
Giám mục Phêrô Nguyễn Văn Khảm chọn khẩu hiệu giám mục "Hãy theo Thầy" (Ga 21, 19) và huy hiệu được lấy cảm hứng từ logo Trung tâm Mục vụ Tổng giáo phận Thành phố Hồ Chí Minh. Ông giải nghĩa khẩu hiệu và huy hiệu của mình như sau:
- Khẩu hiệu:[24]

| “ | Khi được hỏi về việc chọn một lời Thánh Kinh làm châm ngôn cho đời giám mục của mình, lập tức tôi nhớ lại bài giảng của Đức Hồng y Joseph Ratzinger, tức là Đức Giáo hoàng Bênêđictô XVI hiện nay, trong Thánh Lễ an táng Đức cố Giáo hoàng Gioan Phaolô II. Bài giảng hôm ấy được gợi hứng từ Tin Mừng Ga 21,15-19, và tập trung vào lời Chúa Giêsu nói với Phêrô, cũng là thánh bổn mạng của tôi: "Hãy theo Thầy" (21,19). "Hãy theo Thầy" là sợi chỉ đỏ xuyên suốt cuộc đời Đức cố Giáo hoàng, từ khi làm linh mục giữa thời chiến tranh đến khi lên ngôi giáo hoàng trong sự ngỡ ngàng của toàn thế giới, và cả đến khi tuổi già sức yếu, không cất nổi bàn tay ban phép lành cho dân chúng. Dù cuộc đời có trải qua những bước thăng trầm nào chăng nữa, vẫn chỉ là những bước theo Thầy. Dù trong âm thầm tĩnh lặng của giờ cầu nguyện hay giữa tiếng ồn ào của thế giới truyền thông, vẫn chỉ là những bước theo Thầy. Dù trong vinh quang của một nhà lãnh đạo được mọi người ca tụng hay trong nỗi cô độc trên giường bệnh, vẫn chỉ là những bước theo Thầy. Và tôi không ngần ngại chọn lời Thánh Kinh đó làm châm ngôn nhắc nhớ chính mình: "Hãy theo Thầy". | ” |

- Huy hiệu:[23]

| “ | Còn huy hiệu là logo của Trung tâm Mục vụ Tổng Giáo phận Thành phố Hồ Chí Minh. Huy hiệu ấy làm thành bởi hai chữ M và V (Mục Vụ), được trình bày như hai trái tim đan quyện vào nhau, và giữa lòng hai trái tim là Thánh giá, Tình yêu Giêsu. Tôi chọn huy hiệu đó vì chính từ Trung tâm Mục vụ này mà tôi được gọi làm giám mục, và logo đó diễn tả tâm niệm của anh em chúng tôi khi làm việc chung với nhau tại đây, đó là để cho trái tim mình đan kết với trái tim Chúa, tập mang trong lòng mình những tâm tư của Chúa (x. Pl 2,5), để rồi có thể đến với mọi người anh chị em bằng tâm tư của Thầy Giêsu. | ” |

### Tấn phong Giám mục
Lễ tấn phong cho tân giám mục Phêrô Nguyễn Văn Khảm được tổ chức vào sáng ngày 15 tháng 11 năm 2008 tại khuôn viên Đại chủng viện Thánh Giuse Sài Gòn. Phần nghi thức truyền chức được chủ sự bởi vị chủ phong là Hồng y – Tổng giám mục Tổng giáo phận Thành phố Hồ Chí Minh Gioan Baotixita Phạm Minh Mẫn. Hai vị phụ phong trong nghi thức là Giám mục phụ tá Tổng giáo phận Thành phố Hồ Chí Minh Giuse Vũ Duy Thống và Giám mục phó Giáo phận Cần Thơ Stêphanô Tri Bửu Thiên. Tham dự lễ truyền chức này, ngoài các vị chủ phong và phụ phong, còn có 28 giám mục từ 26 giáo phận, khoảng 400 linh mục, gần 15.000 người gồm nam nữ tu sĩ, giáo dân và các khách mời.

### Mục vụ
Giám mục Phêrô Nguyễn Văn Khảm là một trong bốn giám mục ủy viên của Ban Tổ chức Năm Thánh 2010 được thành lập năm 2008 để chuẩn bị cho Năm Thánh 2010 (24 tháng 11 năm 2009 – 24 tháng 11 năm 2010) kỷ niệm 50 năm thiết lập Hàng giáo phẩm Việt Nam (1960). Giám mục Khảm tham dự Hội thảo quốc tế về Trách nhiệm xã hội trong bối cảnh kinh tế thị trường ở Đồ Sơn, Hải Phòng từ ngày 12 đến ngày 15 tháng 2 năm 2009. Hội thảo do do Misereor của Đức, Viện Hàn lâm Khoa học xã hội Việt Nam và Hội đồng Giám mục Việt Nam đồng tổ chức. Từ ngày 20 tháng 6 đến ngày 4 tháng 7 năm 2009, Giám mục Phêrô cùng đoàn các giám mục Việt Nam thực hiện một cuộc viếng thăm Ad Limina thuộc bổn phận của giám mục và triều yết Giáo hoàng Biển Đức XVI vào ngày 27 tháng 6. Trong cơ cấu tổ chức, ông đảm trách vai trò thư ký.
Năm 2010, Hồng y Roger Mahony, Tổng giám mục Tổng giáo phận Los Angeles, nhân danh quan hệ chị em giữa hai tổng giáo phận Los Angeles và Thành phố Hồ Chí Minh mời ông để đến thuyết trình tại Đại hội Giáo lý của Tổng giáo phận Los Angeles (LA Religious Education Congress) được tổ chức thường niên tại Trung tâm hội nghị Anaheim và năm nay là từ ngày 19 đến ngày 21 tháng 3 với hơn 40.000 người tham dự. Giám mục Khảm nhận lời tham dự, tháp tùng tham dự có linh mục Louis Nguyễn Anh Tuấn vào ngày 11 tháng 3. Trong khuôn khổ đại hội, Giám mục Khảm tham gia bằng hai bài thuyết trình, một bằng tiếng Việt và một bằng tiếng Anh. Cũng trong khuôn khổ chuyến thăm đến Hoa Kỳ, ông và linh mục Tuấn đến Đại chủng viện Saint John và nhà đào tạo chủng sinh dự bị của giáo phận; chào thăm hai giám mục Tod David Brown và Đa Minh Mai Thanh Lương của Giáo phận Orange và đến Washington, D.C. Hai người về Việt Nam vào ngày 31 tháng 3.
Từ ngày 5 đến ngày 18 tháng 9 năm 2010, ông cùng với 101 giám mục khác trên khắp thế giới vừa được truyền chức trong hai năm vừa qua (2008–2010) quy tụ tại Roma để tham dự một hội nghị chuyên đề dành cho các tân giám mục do Bộ Truyền giáo tổ chức. Mục đích của hội nghị là để các giám mục mới được tấn phong có thời gian cầu nguyện, suy tư "sâu xa hơn" về đời sống và sứ vụ của mình, đặc biệt trong những năm đầu tiên.
Các giám mục từ 26 giáo phận họp Đại hội Hội đồng Giám mục Việt Nam XI từ 4 đến ngày 8 tháng 10 năm 2010 tại Trung tâm Mục vụ Tổng giáo phận Thành phố Hồ Chí Minh. Trong kỳ đại hội, họ sắp xếp và bầu chọn nhân sự trong hội đồng cho nhiệm kỳ 2010–2013 và kết quả là ông được bầu làm phó tổng thư ký của hội đồng, còn tổng thư ký là Giám mục Bắc Ninh Cosma Hoàng Văn Đạt. Ngoài ra, ông cũng kiêm nhiệm luôn vị trí Chủ tịch Ủy ban Truyền thông Xã hội.
Trong kỳ đại hội tiếp theo diễn ra từ ngày 7 đến ngày 11 tháng 10 năm 2013 tại cùng địa điểm, ông tiếp tục được bầu vào chức phó tổng thư ký nhiệm kỳ 2013–2016 nhưng sẽ không giữ chức vụ nào khác, còn cương vị Chủ tịch Ủy ban Truyền thông Xã hội trước đó của ông đã được thay bằng Giám mục Giáo phận Phú Cường Giuse Nguyễn Tấn Tước.
Tháng 7 năm 2014, Văn phòng thư ký Hội Đồng Giám Mục Việt Nam và Ban Mục vụ Gia đình Tổng giáo phận Thành phố Hồ Chí Minh ra mắt cuốn sách Đạo yêu thương nhằm chuẩn bị cho năm "Phúc Âm hóa đời sống gia đình, giáo xứ và xã hội" (2014–2016) và cho ngày Khánh nhật Truyền giáo ngày 19 tháng 10 cùng năm. Cuốn sách có nội dung do chính Giám mục Khảm biên soạn và được Chương trình Chuyên đề Giáo Dục thuộc Ban Mục vụ Gia Đình hỗ trợ trong việc thiết kế, xuất bản và quảng bá với mục đích giới thiệu đạo cho những người ngoài Công giáo. Ngoài bản tiếng Việt, họ cũng phát hành một phiên bản song ngữ có cả tiếng Anh vào tháng 8 năm 2019.

## Giám mục chính tòa Mỹ Tho

### Công bố và nhậm chức
Ngày 26 tháng 7 năm 2014, Phòng báo chí Tòa Thánh loan tin Giáo hoàng Phanxicô quyết định thuyên chuyển Giám mục Khảm làm giám mục chính tòa Giáo phận Mỹ Tho, kế nhiệm Giám mục Phaolô Bùi Văn Đọc trước đó được điều về làm tổng giám mục phó Tổng giáo phận Thành phố Hồ Chí Minh vào tháng 9 năm 2013 và sau đó kế nhiệm Hồng y Phạm Minh Mẫn đã về hưu ở tuổi 80 làm tổng giám mục. Ba ngày sau vào ngày 29 tháng 7, phái đoàn Giáo phận Mỹ Tho đã đến chào vị tân nhiệm tại phòng khách Trung tâm Mục vụ của giáo phận. Ngày 18 tháng 8 cùng năm, linh mục Tổng đại diện Giáo phận Mỹ Tho Phaolô Trần Kỳ Minh ra thông báo lễ nhậm chức sẽ được cử hành vào lúc 9 giờ 30 phút thứ Bảy ngày 30 tháng 8 năm 2014 tại nhà thờ chính tòa ở địa chỉ số 32 Hùng Vương, Phường 7, thành phố Mỹ Tho. Vào lúc 17 giờ ngày 23 tháng 8 (giờ Việt Nam) tại Nhà thờ chính tòa Đức Bà Sài Gòn, vị giám mục phụ tá chủ tế thánh lễ tạ ơn cuối cùng của mình tại tổng giáo phận trước khi lên đường nhận nhiệm vụ mới sau 34 năm với tư cách là giáo sĩ ở đây.
Sáng ngày 30 tháng 8, phái đoàn Giáo phận Mỹ Tho gồm có linh mục tổng đại diện Phaolô, ba linh mục hạt trưởng đại diện cho ba tỉnh trên địa bàn giáo phận, cùng một số tu sĩ và giáo dân đã đến Trung tâm Mục vụ Thành phố Hồ Chí Minh để đón tiếp vị tân giám mục chính tòa đến nhận sứ vụ tại giáo phận mới và đến nơi vào lúc 8 giờ 20 hoặc 30 phút. 9 giờ 20 hoặc 30 phút cùng ngày tại Nhà thờ chính tòa Mỹ Tho, Giám mục Phêrô thực hiện nghi thức xuyên xưng đức tin trước sự chứng giám của Tổng giám mục Leopoldo Girelli (đại diện Tòa Thánh không thường trú tại Việt Nam) cũng như hai vị tổng giám mục Hà Nội và Thành phố Hồ Chí Minh. Sau đó, Nguyễn Văn Khảm chủ tế và giảng trong thánh lễ nhận ngai tòa của mình tại đây. Buổi lễ có sự hiện diện của 18 giám mục và các linh mục trong Ban Tư vấn Giáo phận Mỹ Tho, vị tổng đại diện, bề trên các dòng tu, giám đốc đại chủng viện, cùng đông đảo các linh mục và giáo dân trong giáo phận. Thánh lễ kết thúc vào lúc 11 giờ 15 phút. Đặc biệt, lễ nhậm chức diễn ra vào đúng dịp kỷ niệm 34 linh mục của Giám mục Khảm (ngày 30 tháng 8).
11 giờ 25 phút cùng ngày, Tân giám mục Mỹ Tho cùng với các linh mục Phêrô Phạm Bá Đương (thư ký tòa giám mục), Phaolô Phạm Đăng Thiện (chánh văn phòng tòa giám mục) và Phêrô Trần Anh Tráng (quản lý) đến chào thăm các linh mục đang nghỉ hưu hoặc công tác tại Trung tâm Mục vụ của giáo phận. Họ dùng cơm và sau đó đến viếng mộ của cố Giám mục Mỹ Tho Anrê Nguyễn Văn Nam nằm trong khuôn viên của trung tâm. Tiếp theo vào lúc 16 giờ 45 phút, ông dâng thánh lễ đầu tiên tại Nhà thờ Mỹ Tho kể từ khi nhậm chức. Sau khi thánh lễ kết thúc vào lúc 17 giờ 35 phút, ông cùng với các linh mục, ban mục vụ và những khách mời dùng bữa trong nhà xứ.
Theo niên giám 2005 của Giáo hội Công giáo Việt Nam, Giáo phận Mỹ Tho mà ông cai quản có địa giới bao gồm các tỉnh Tiền Giang, Long An và 2/3 tỉnh Đồng Tháp, tổng diện tích là 9.262 km2 (3.576 dặm vuông Anh) và dân số là 4.278.000 người (tính đến  năm 2008 là 4.675.000 người). Giáo phận có 136 linh mục (2014), 110 giáo xứ, 126.560 giáo dân (2013) và có tỷ lệ người Công giáo thấp ở mức 3% so với mức trung bình quốc gia là 7%. Ông là giám mục chính tòa thứ tư của giáo phận này.

### Hoạt động giai đoạn 2014–2018
Lễ Nến ngày 2 tháng 2 năm 2015, ông có lá thư mục vụ Mùa Chay đầu tiên gửi đến các linh mục, tu sĩ và giáo dân trong Giáo phận Mỹ Tho mang tựa đề "Giáo xứ, cộng đoàn đón nhận và chia sẻ niềm vui Phúc Âm".
Trong thời kỳ này, ông đã cho phép Chương trình Chuyên đề Giáo dục phát hành máy audio 700 bài giảng mà trong đó ông là vị thuyết giảng chính. Những thuyết giảng khác gồm có các linh mục Louis Nguyễn Anh Tuấn, Phêrô Nguyễn Văn Hiền, Phanxicô Nguyễn Phước Bảo Lộc, Lôrensô Đỗ Hữu Chỉnh và phó tế Giêrônimô Nguyễn Văn Nội. Máy nghe gồm 700 bài giảng Thánh Kinh 100 tuần, giáo lý Kinh Thánh, bài giảng trong thánh lễ, 200 bài thánh ca Việt Nam và 100 bài thánh ca quốc tế.
Ngày 13 tháng 7 năm 2016, Giáo hoàng Phanxicô bổ nhiệm Giám mục Khảm làm thành viên Quốc vụ viện Truyền thông (còn gọi là Bộ Truyền thông) của Tòa Thánh. Trả lời phỏng vấn của phóng viên trang tin điện tử Hội đồng Giám mục Việt Nam cho câu hỏi muốn nhắn nhủ gì với các tín hữu trong chức vụ mới này, ông nói: "Cách đây ít tháng, tôi nhận được điện thoại từ Rôma hỏi về việc tham gia vào Quốc vụ viện Truyền thông. Mặc dù rất dốt về kỹ thuật truyền thông, tôi đã nhận lời vì ý thức trách nhiệm cá nhân cũng như trách nhiệm của Giáo Hội Việt Nam phải tham gia vào sứ vụ chung của Giáo Hội toàn cầu. Xin anh chị em cầu nguyện cho tôi theo tâm nguyện này."
Sau kỳ Đại hội Hội đồng Giám mục Việt Nam XIII diễn ra từ ngày 3 đến ngày 7 tháng 10 năm 2016 tại Trung tâm Mục vụ Tổng giáo phận Thành phố Hồ Chí Minh, Nguyễn Văn Khảm kế nhiệm Hoàng Văn Đạt với vai trò Tổng thư ký Hội đồng Giám mục Việt Nam nhiệm kỳ 2016–2019.
Từ ngày 3 đến ngày 5 tháng 5 năm 2017, ông tham dự đại hội của Quốc vụ viện Truyền thông tại Roma. Trong thời gian này, giáo hoàng tiếp kiến bộ vào ngày 4 tháng 5.
Sáng ngày 29 tháng 11 năm 2017, Nguyễn Khảm cùng với ba giám mục khác có mặt tại Myanmar để chào đón Giáo hoàng Phanxicô và cùng đoàn tham gia thánh lễ do giáo hoàng chủ tế tại sân vận động Kyaikkasan. Trước đó, chiều ngày 28 tháng 11, ông đồng tế và giảng trong thánh lễ bằng tiếng Việt do Giám mục chính tòa Bà Rịa Emmanuel Nguyễn Hồng Sơn chủ sự trước sự hiện diện của cộng đoàn giáo dân gồm những người hành hương và lao động gốc Việt tại quốc gia này. Buổi lễ do Uỷ ban Mục vụ Di dân – Hội đồng Giám mục Việt Nam tổ chức tại Nhà thờ Thánh Gioan Tẩy Giả thuộc Tổng giáo phận Yangon.
Nguyễn Văn Khảm cùng đoàn giám mục Việt Nam đến thăm và hành hương Tòa Thánh trong khuôn khổ chuyến viếng thăm Ad Limina kéo dài từ ngày 2 đến ngày 11 tháng 3 năm 2018. Sáng ngày 2 tháng 3, ông chủ tế thánh lễ cầu nguyện cho chuyến đi và những ngày sắp tới, sau bữa ăn sáng các giám mục lên đường đến Roma. Hội đồng yết kiến Giáo hoàng Phanxicô vào ngày 5 tháng 3. Trong chuyến viếng thăm này, Tổng giám mục Tổng giáo phận Thành phố Hồ Chí Minh Phaolô Bùi Văn Đọc đột ngột qua đời tại Rôma sáng ngày 7 tháng 3 theo giờ Việt Nam. Sau khi đưa thi hài về Việt Nam, ngày 17 tháng 3 cùng năm, Nguyễn Văn Khảm chủ sự nghi thức hạ huyệt trong thánh lễ an táng cố Tổng giám mục Phaolô.
5 năm đầu tiên trong nhiệm kỳ của Giám mục Khảm, nhiều cơ sở vật chất trong Giáo phận Mỹ Tho đã được xây dựng như Trung tâm Mục vụ (trùng tu, khánh thành tháng 5 năm 2017), Chủng viện dự bị Gioan XXIII (tiền thân là Tiểu chủng viện Gioan XXIII, tái cấu trúc năm 2015), nhà hưu dưỡng cho các linh mục, nhiều nhà thờ và viện dưỡng lão cho người già neo đơn.

### Hoạt động giai đoạn 2019–nay
Sau kỳ Đại hội Hội đồng Giám mục Việt Nam XIV diễn ra từ ngày 30 tháng 9 đến ngày 4 tháng 10 năm 2019 (lần này với 27 giáo phận sau khi tách Giáo phận Hà Tĩnh khỏi Giáo phận Vinh), ông tiếp tục giữ chức tổng thư ký nhiệm kỳ 2019–2022. Đây là nhiệm kỳ thứ hai liên tiếp (sau nhiệm kỳ 2016–2019) Giám mục Khảm đảm nhận vai trò Tổng thư ký Hội đồng Giám mục.
Ông tham dự khóa họp toàn thể do Bộ truyền thông của Tòa Thánh tổ chức từ ngày 23 đến 25 tháng 9 năm 2019 tại Vatican. Lần này, bộ được giáo hoàng tiếp kiến vào ngày 23 tháng 9. Nhân dịp này vào ngày 26 tháng 9, Giám mục Khảm đến thăm Đài phát thanh Vatican và có cuộc gặp gỡ với ông Andrea Tornielli –  giám đốc biên tập của Vatican News. Trong cuộc trò chuyện, vị Nguyên Chủ tịch Ủy ban Truyền thông Xã hội trực thuộc Hội đồng Giám mục Việt Nam nhấn mạnh quan hệ truyền thông giữa Tòa Thánh và Giáo hội Việt Nam, cụ thể là giữa Vatican News và Ủy ban Truyền thông Xã hội. Ông đề cao cơ quan đưa tin này và hy vọng hai bên sẽ tiếp tục cộng tác để lan truyền những thông tin về Giáo hội Việt Nam đến với thế giới.
Ông tham dự hội thảo 400 năm hình thành và phát triển chữ Quốc ngữ trong lịch sử loan báo Tin Mừng tại Việt Nam ở Trung tâm Mục vụ Tổng giáo phận Thành phố Hồ Chí Minh. Hội thảo kéo dài trong hai ngày 25 và 26 tháng 10 năm 2019 và do Uỷ ban Văn hóa trực thuộc Hội đồng Giám mục Việt Nam tổ chức.
Ngày 6 tháng 1 năm 2020, ông là trưởng đoàn của Tòa giám mục Mỹ Tho đến thăm Ủy ban nhân dân tỉnh Đồng Tháp. Tiếp đoàn gồm Phó Chủ tịch Ủy ban nhân dân tỉnh Đoàn Tấn Bửu cùng đại diện Ban Dân vận Tỉnh ủy, Ủy ban Mặt trận Tổ quốc Việt Nam tỉnh và Sở Nội vụ.
Trong hoàn cảnh Việt Nam chịu ảnh hưởng của dịch bệnh COVID-19, Giám mục Nguyễn Văn Khảm, trong tư cách Tổng Thư ký Hội đồng Giám mục Việt Nam đã ra thông cáo ngày 2 tháng 2 năm 2020, với nội dung khuyến khích giáo hữu cầu nguyện cho việc sớm trị được dịch bệnh, cũng như một số thay đổi trong phụng tự Công giáo tại Giáo hội Việt Nam trong tình hình dịch bệnh. Vào ngày 25 tháng 3 cùng năm, ông ra thông báo về việc tạm dừng tất cả các thánh lễ và sinh hoạt tôn giáo tập trung đông người trên toàn bộ giáo phận bắt đầu từ thứ Bảy ngày 28 tháng 3 và thay vào đó là các thánh lễ và chầu Thánh Thể trực tuyến được đăng hằng ngày trên trang web của giáo phận. Năm 2020, giáo dân Giáo phận Mỹ Tho không được tham dự thánh lễ Tuần Thánh trực tiếp. Thông báo ngày 24 tháng 4 cho phép các giáo xứ tiếp tục cử hành thánh lễ nhưng phải duy trì các biện pháp phòng dịch, tuy nhiên vẫn chưa thể tiếp tục các lớp giáo lý, sinh hoạt đoàn thể hay tổ chức lễ hội và cuộc hành hương. Từ ngày 9 tháng 5, mọi sinh hoạt tôn giáo ở các giáo xứ và cộng đoàn dòng tu trở lại bình thường.
Ngày 1 tháng 6 năm 2021, Tòa giám mục Giáo phận Mỹ Tho ra thông báo về phòng chống đợt dịch COVID-19 thứ tư tại Việt Nam. Theo đó, tạm dừng hoạt động tôn giáo tập trung tại các giáo xứ, đồng thời giáo phận sẽ "cử hành Thánh Lễ và các giờ đạo đức theo hình thức trực tuyến".
Các giám mục Việt Nam từ 27 giáo phận họp Đại hội XV Hội đồng Giám mục Việt Nam tại trung tâm Mục vụ Tổng giáo phận Hà Nội vào đầu tháng 10 năm 2022. Trong khuôn khổ đại hội, các giám mục đã sắp xếp và bầu chọn nhân sự trong hội đồng và quyết định chọn Giám mục Nguyễn Văn Khảm đảm trách vai trò Chủ tịch Uỷ ban Tu sĩ trực thuộc Hội đồng Giám mục trong nhiệm kỳ 2022 – 2025. Giám mục Khảm cũng được chọn làm Viện trưởng Học viện Công giáo Việt Nam vào kỳ họp Thường niên lần I năm 2024 của Hội đồng Giám mục Việt Nam.

## Tông truyền
Giám mục Phêrô Nguyễn Văn Khảm được tấn phong giám mục năm 2008, thời Giáo hoàng Biển Đức XVI, bởi:
- Chủ phong: Hồng y – Tổng giám mục chính tòa Tổng giáo phận Thành phố Hồ Chí Minh Gioan Baotixita Phạm Minh Mẫn
- Phụ phong: Giuse Vũ Duy Thống, giám mục phụ tá Tổng giáo phận Thành phố Hồ Chí Minh và Stêphanô Tri Bửu Thiên, giám mục phó Giáo phận Cần Thơ

Giám mục Phêrô Nguyễn Văn Khảm là giám mục phụ phong cho các giám mục:
- Năm 2010, Gioan Maria Vũ Tất, nguyên giám mục chính tòa Giáo phận Hưng Hóa.
- Năm 2013, Giuse Đinh Đức Đạo, nguyên giám mục chính tòa Giáo phận Xuân Lộc.
- Năm 2013, Anphong Nguyễn Hữu Long, hiện đang là giám mục Giáo phận Vinh.
- Năm 2017, Louis Nguyễn Anh Tuấn, hiện đang là Giám mục chính tòa Giáo phận Hà Tĩnh.

Dưới đây là sơ đồ tính Tông truyền từ giám mục Việt Nam đầu tiên được giám mục ngoại quốc chủ phong cho đến đời Giám mục Nguyễn Văn Khảm.